# Adrienne Frantz
Adrienne Danielle Frantz (Mount Clemens, Michigan, 7 de Junho de 1978) é uma cantora e premiada atriz estadunidense, mais conhecida por seu trabalho como Amber Moore em The Bold and the Beautiful e The Young and the Restless.

## Biografia

### Vida pessoal
Frantz nasceu em Mount Clemens, uma pequena cidade de Michigan, e desde cedo mostrou interesse pela arte. Durante sua adolescência, participou de várias aulas de dança, canto e teatro, ao mesmo tempo que se formava no colegial aos 16 anos, e se mudava para Nova Iorque, em busca de perseguir uma carreira como atriz, dançarina e cantora.
Mais recentemente, Adrienne teve um longo relacionamento o líder da banda The Goo Goo Doll's, John Rzeznik, e ambos se separaram em 2005. A música Halfway do primeiro álbum de Adrienne é sobre ele.

### Carreira
Adrienne Frentz começou sua carreira na telenovela Sunset Beach como a jovem Tiffany Thorne. Ainda em 1997, ela sairia do programa e passaria a fazer pequenas participações em filmes como Speedway Junky e Jimmy Zip, além de dublagens para desenhos animados da Nickelodeon como As Told by Ginger, Rugrats, The Wild Thornberrys, enquanto ao mesmo tempo era uma das principais estrelas jovens de The Bold and the Beautiful, interpretando o papel de Ambrosia Moore Forrester.
Em 2005, a atriz saiu de The Bold and the Beautiful por escolha própria, já que queria se dedicar à música e ao lançamento de seu primeiro disco, Anomaly. No ano seguinte, entretanto, ela voltaria às telenovelas diurnas em The Young and the Restless ainda interpretando Amber Moore, uma vez que a personagem apenas tinha se mudado de uma cidade para outra nas tramas.
Aliadas ao papel de destaque em The Young and the Restless e The Bold and the Beautiful, Frantz faz participações especiais em vários seriados e filmes, desde That '70s Show até Hack!, onde teve um papel de relativo destaque. Em 2008, a atriz começou a se preparar para estrelar seu primeiro longa-metragem, Donna on Demand.

## Filmografia

### Televisão
- 2009 The Young and the Restless como Ambrosia "Amber" Moore Forrester
- 2006 That '70s Show como Kelly
- 2005 The Bold and the Beautiful como Ambrosia "Amber" Moore Forrester
- 2001 Rugrats como Emica
- 2000 The Wild Thornberrys como Inga
- 1999 Chicken Soup for the Soul como Sandy
- 1997 Sunset Beach como Tiffany Thorne

### Cinema
- 2008 Donna on Demand como Donna
- 2008 Act Your Age como E.B.
- 2007 Hack! como Maddy Roth
- 2007 Ed Gein: The Butcher of Plainfield como Erica
- 1999 Jimmy Zip como Sheila
- 1999 Speedway Junky como Kelley

## Discografia
- 2007 Anomaly

## Prêmios
| Ano  | Premiação                | Categoria                                          | Indicado(s)                                    | Resultado |
| ---- | ------------------------ | -------------------------------------------------- | ---------------------------------------------- | --------- |
| 2003 | Daytime Emmy             | Melhor atriz jovem em série de televisão dramática | Adrienne Frantz por The Bold and the Beautiful | Indicado  |
| 2001 | Daytime Emmy             | Melhor atriz jovem em série de televisão dramática | Adrienne Frantz por The Bold and the Beautiful | Vencedor  |
| 2001 | Soap Opera Digest Awards | Melhor atriz jovem em série de televisão dramática | Adrienne Frantz por The Bold and the Beautiful | Indicado  |
| 2000 | Daytime Emmy             | Melhor atriz jovem em série de televisão dramática | Adrienne Frantz por The Bold and the Beautiful | Indicado  |
| 2000 | Soap Opera Digest Awards | Melhor atriz jovem em série de televisão dramática | Adrienne Frantz por The Bold and the Beautiful | Indicado  |
| 2000 | Young Artist Awards      | Melhor atriz jovem em telenovela                   | Adrienne Frantz por The Bold and the Beautiful | Indicado  |
| 1999 | Young Artist Awards      | Melhor atriz jovem em telenovela                   | Adrienne Frantz por The Bold and the Beautiful | Vencedor  |